# 黃翼之
黃翼之（1440年—？年），字廷相，四川眉州人，明朝政治人物。

## 生平
由國子生中式四川鄉試第二十六名舉人。成化十四年（1478年）中式戊戌科進士。

## 家族
曾祖黃克敬，祖黃琮，父黃明善，母徐氏。